# Hamp and Getz
Hamp and Getz è un album di musica jazz inciso dal sassofonista Stan Getz e dal vibrafonista Lionel Hampton.

## Disco
L'album costituisce una delle prime registrazioni del giovane Stan Getz come band leader, in coabitazione con un artista che la fama l'aveva raggiunta già da una ventina di anni, il virtuoso del vibrafono Lionel Hampton. In precedenza, Stan Getz si era fatto le ossa in diverse famose orchestre, divenendone a volte il solista al sax e nel 1953 aveva registrato un primo disco con altri astri nascenti del jazz, quali Dizzy Gillespie, Oscar Peterson e Max Roach, album che però uscì solo in questo 1955 (Diz and Getz).
La particolarità del disco è data dall'incontro stesso tra due musicisti il cui approccio al jazz era notevolmente distante. Hampton, infatti, lega le sue origini musicali a quelle dello swing, di cui è stato uno dei principali esponenti, mentre Getz era, a quel tempo, uno dei protagonisti delle correnti emergenti, l'hard bop ed il cool. Hampton era un virtuoso, le sue musiche e le sue esecuzioni erano frenetiche; al contrario, Getz aveva uno stile decisamente soft, a volte quasi languido. Tuttavia, come si addice a grandi artisti, in queste registrazioni i due musicisti riescono a fondere i loro diversi stili in esecuzioni in cui nessuno dei due rinuncia alla propria personalità esecutiva, dividendosi anche gli spazi in cui eseguire i propri assoli. Ciò accade soprattutto nel secondo brano, una medley di 4 standard, nei primi due dei quali si prende tutto il suo spazio il sassofonista, negli altri due il vibrafonista.
Il disco è stato riproposto in CD con l'aggiunta di una versione alternativa di un brano già presente nell'LP originale e di un brano inedito, proveniente dalla medesima sessione di registrazione. In questi due brani compare, oltre ai musicisti accreditati, anche un trombone, il cui musicista risulta sconosciuto. Sconosciuto è anche il compositore del brano inedito Headache rinvenuto nella bobina della registrazione originale, nella quale viene indicato Lionel Hampton il quale però, interrogato in proposito, ha negato di aver scritto quel brano.
Un'ulteriore particolarità del CD è che la versione originale del brano Gladys contiene rumori di fondo che non è stato possibile eliminare nella digitalizzazione senza che ne venisse intaccata l'esecuzione musicale.

## Tracce
1. Cherokee - (Ray Noble) - 9:15
2. Ballad Medley - 8:08
a) Tenderly - (Jack Lawrence - Walter Gross)
b) Autumn in New York - (Verron Duke)
c) East of the Sun (West of the Moon) - (Brooks Bowman)
d) I Can't Get Started - (Ira Gershwin - Verron Duke)
3. Louise - (Leo Robin - Richard Whiting) - 6:47
4. Jumpin' at the Woodside - (Count Basie) - 8:24
5. Gladys (alternate take) - (Lionel Hampton) - 6:13
6. Gladys - (Lionel Hampton) - 7:43
7. Headache - (autore sconosciuto) - 5:07

## Formazione
- Stan Getz – sassofono tenore
- Lionel Hampton - vibrafono
- Lou Levy – pianoforte
- Leroy Vinnegar – contrabbasso
- Shelly Manne – batteria